# زیردریایی یو-۱۲۳۵
زیردریایی یو-۱۲۳۵ (به انگلیسی: German submarine U-1235) یک زیردریایی بود که طول آن ۷۶٫۷۶ متر (۲۵۱ فوت ۱۰ اینچ) و ارتفاع آن ۹٫۶ متر (۳۱ فوت ۶ اینچ) بود. این زیردریایی در سال ۱۹۴۴ ساخته شد.